# Algernon Coleman
Algernon Coleman (* 9. August 1876 in News Ferry, Halifax County, Virginia; † 8. August 1939 in Chicago) war ein US-amerikanischer Romanist und Fremdsprachendidaktiker.

## Leben und Werk
Coleman promovierte 1913 an der Johns Hopkins University mit der Arbeit Flaubert's literary development in the light of his Mémoires d'un fou, Novembre and Éducation sentimentale, version de 1845 (Baltimore 1915, New York 1965, 1976). Er lehrte ab 1913 Französisch an der University of Chicago und war Herausgeber der Reihe Heath graded French readings (Boston/New York 1934 ff).

## Weitere Werke
- (mit Percival Bradshaw Fay) Sources and structure of Flaubert’s Salammbô. Baltimore 1914.
- (mit Howard R. Huse und Ernest Hatch Wilkins) First lessons in spoken French. Chicago 1917.
- (mit A. Marin La Meslée) Le soldat américain en France. Chicago 1917.
- Intermediate French. New York 1924.
- An analytical bibliography of modern language teaching
  - 1. 1927–1932, Chicago 1933.
  - 2. 1932–1937, Chicago 1938.
  - (mit anderen) 3. 1937–1942, New York 1949.
- The teaching of modern foreign languages in the United States. New York 1929.
- (mit anderen) A basic French vocabulary. Washington D. C. 1934, in: Modern Language Journal. 18, 1934, S. 238–274.
- Experiments and studies in modern language teaching. Chicago 1934.
- A Minimum French Idiom List. In: Modern Language Journal. 21, 1937, S. 569–576.